# Người ngoài hành tinh xâm lược

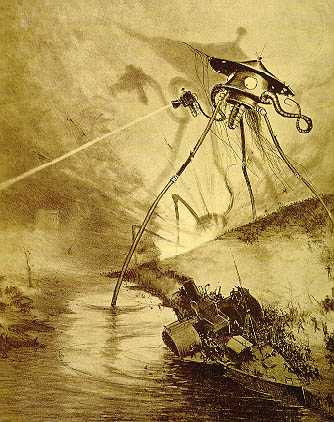
Người ngoài hành tinh xâm lược đến từ Sao Hỏa trong truyện The War of the Worlds của H. G. Wells, tranh minh họa do Henrique Alvim Corrêa vẽ.

Người ngoài hành tinh xâm lược hoặc cuộc xâm lược không gian là một đặc điểm phổ biến trong các câu chuyện và phim khoa học viễn tưởng mô tả cảnh tượng người ngoài hành tinh từ ngoài không gian dùng vũ lực xâm nhập Trái Đất nhằm mục đích tiêu diệt và biến nhân loại thành nô lệ dưới ách thống trị của họ, thậm chí còn muốn lấy con người làm thực phẩm chính, ăn cắp tài nguyên nơi đây hoặc hủy diệt toàn bộ hành tinh này.

## Mô tả
Kịch bản về cuộc xâm lược dạng này từng được sử dụng như một câu chuyện ngụ ngôn mang hàm ý phản kháng chống lại quyền bá chủ quân sự và các tệ nạn xã hội thời bấy giờ. Cuốn tiểu thuyết The War of the Worlds của H. G. Wells giúp mở rộng nền văn học xâm lược này khi khoa học viễn tưởng lần đầu tiên xuất hiện như một thể loại văn học mới. Các triển vọng xâm lược có xu hướng thay đổi theo tình hình hiện tại và nhận thức đương thời về mối đe dọa chiến tranh. Người ngoài hành tinh xâm lược là một phép ẩn dụ phổ biến trong khoa học viễn tưởng của nước Mỹ dưới thời Chiến tranh Lạnh, minh họa cho nỗi sợ hãi về sự chiếm đóng của thế lực ngoại bang (ví dụ như Liên Xô) và sự tàn phá hạt nhân của người dân Mỹ. Ví dụ về những câu chuyện này bao gồm truyện ngắn "The Liberation of Earth" (1950) của nhà văn William Tenn và bộ phim The Invasion of the Body Snatchers (1956).
Trong cuộc xâm lược, người ngoài hành tinh hư cấu tiếp xúc với Trái Đất có xu hướng quan sát (đôi khi sử dụng thí nghiệm) hoặc xâm lược, thay vì giúp dân cư Trái Đất có được khả năng tham gia vào sự vụ liên hành tinh. Có một số ngoại lệ đáng chú ý, chẳng hạn như các tình huống tiếp xúc đầu tiên do người ngoài hành tinh khởi xướng qua những bộ phim như The Day the Earth Stood Still (1951), Star Trek: First Contact (1996) và Arrival (2016). Một phần của lần tiếp xúc đầu tiên theo kiểu hòa bình là nhân loại đạt được ngưỡng công nghệ quan trọng (ví dụ như vũ khí hạt nhân và du hành không gian trong phim The Day the Earth Stood Still hoặc du hành nhanh hơn ánh sáng trong First Contact), biện minh cho sự khởi đầu của họ vào một cộng đồng rộng lớn hơn gồm các chủng loài thông minh ngoài hành tinh.
Về mặt kỹ thuật, khi con người tiến ra ngoài không gian để xâm chiếm giống loài ngoại lai cũng được coi là một cuộc xâm lược của người ngoài hành tinh, vì theo quan điểm của chủng loài này thì nhân loại chính là người ngoài hành tinh. Những câu chuyện như vậy hiếm hơn rất nhiều so với câu chuyện về người ngoài hành tinh tấn công con người. Những ví dụ về thể loại này bao gồm truyện ngắn Sentry (1954) (qua đó "người ngoài hành tinh" theo như mô tả, ở phần cuối truyện, được giải thích là con người), tựa game Phantasy Star II (1989), bộ truyện The Martian Chronicles của Ray Bradbury, phe Imperium of Man trong vũ trụ Warhammer 40,000, Invaders from Earth của nhà văn Robert Silverberg, tiểu thuyết Ender's Game, mấy phim như Battle for Terra (2007), Planet 51 (2009), Avatar (2009) và Mars Needs Moms (2011).
Là một tiểu thể loại của khoa học viễn tưởng, những loại sách này có thể được coi là một nhánh phụ của văn học xâm lược, bao gồm sự mô tả hư cấu về con người bị những tộc người khác xâm chiếm (ví dụ, nước Pháp thù địch đã tiến hành cuộc xâm lược nước Anh đầy tính giả tưởng đã ảnh hưởng mạnh mẽ đến Wells khi ông mô tả một cuộc xâm lược Trái Đất của người Hỏa tinh). Theo quan điểm từ giới học thuật, triển vọng về một cuộc xâm lược Trái Đất của người ngoài hành tinh đều bị bác bỏ vì lý do là Trái Đất không có bất kỳ nguồn tài nguyên đặc biệt nào vốn đã không mấy dồi dào ở những nơi khác mà người ngoài hành tinh cần đến.

## Nguồn gốc

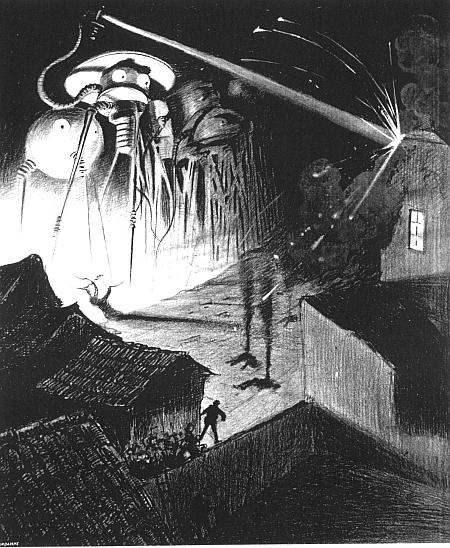
Cỗ máy chiến tranh Sao Hỏa đang phá hủy một thị trấn ở nước Anh trong quyển The War of the Worlds của H. G. Wells.